# Russell Hellickson
Russell Hellickson, född den 29 maj 1948 i Madison, Wisconsin, är en amerikansk brottare som tog OS-silver i tungviktsbrottning i fristilsklassen 1976 i Montréal. 